# Tom Clancy's EndWar
Tom Clancy's Endwar est un jeu vidéo de stratégie développé par Ubisoft Shanghai et édité par Ubisoft en 2008.
Julian Gerighty, responsable à Shanghai, commente « Notre but est de réussir là ou d'autres ont échoué : vous avez certainement déjà joué à Command and Conquer 3 sur console, ce n'est pas abouti, la caméra dérange, pleins de défauts se font sentir… Les STR actuels sont des jeux d'action avec "un peu de stratégie", chez Ubisoft, avec Tom Clancy's EndWar, nous souhaitons faire un jeu de stratégie avec de l'action… » [réf. nécessaire].
Dans le cadre de la troisième guerre mondiale, le joueur pourra envoyer ses armées se battre contre des centaines d'autres, grâce à un mode online. En effet, le jeu nous proposera une campagne online en perpétuelle évolution. Les développeurs lancent donc leur Troisième Guerre mondiale en temps réel et comptent proposer aux joueurs une sorte de monde persistant. Ce conflit à l'échelle mondiale se déroulera sur de nombreux fronts dont le joueur pourra connaître la situation. Le projet s'annonce particulièrement ambitieux, puisque nous ne parlons plus ici de parties isolées de 8, 16, ou 32 joueurs, mais d’un véritable conflit global dont chaque bataille influe sur le déroulement de l'ensemble.

## Scénario
Le cauchemar devient réalité en 2016. Un échange de missiles nucléaires au Moyen-Orient entre l’Iran et l'Arabie Saoudite fait des millions de victimes et paralyse la production de pétrole dans le monde. Le prix du baril atteint les 800 dollars.
Un an plus tard, les États-Unis et l'Europe éliminent la menace d'un conflit nucléaire global en déployant un bouclier anti-missiles satellite commun. Peu après, la Russie met en service son propre système de défense avancé. Les missiles balistiques intercontinentaux sont alors obsolètes.
La Russie devient le premier producteur mondial d'énergie et connaît une croissance économique sans précédent. Forte de ses nouvelles richesses, elle s'impose rapidement comme une superpuissance et restaure sa grandeur militaire.
L'Europe de l'Ouest, à l'exception du Royaume-Uni et de l'Irlande, s'unifie pour former la Fédération Européenne. Cette nouvelle nation constitue une formidable superpuissance du XXIe siècle.
En 2020, les États-Unis sont sur le point d'achever la construction de Freedom Star, une plateforme militaire orbitale très controversée qui perturbe l'équilibre mondial des forces. La Fédération Européenne se retire de l'OTAN en signe de protestation.
Les tensions s'amplifient entre la Fédération Européenne, les États-Unis et la Russie, et la rupture s'annonce imminente.
La Troisième Guerre mondiale est sur le point d'éclater.

## Jouabilité
Le jeu peut se jouer, du début jusqu'à la fin, avec la voix, ce qui vous laisse l'impression d'être un général d'armée, tout en gardant des commandes plus classiques (clavier / souris).
Le système de commande vocale répond aux questions qui? quoi? ou?, exemples
- "unité 1 attaquer cible 7" (ordonne à votre unité no 1 d'attaquer l'unité no 7 de votre adversaire).
- "unité 2 caméra" (repositionne la caméra derrière votre unité no 2).
- "unité 4 retraite" (ordonne à votre unité no 4 de battre en retraite).